# Ramona (telenovela)
Ramona es una telenovela mexicana producida por Lucy Orozco para Televisa en 2000 basada en la adaptación de una novela homónima estadounidense escrita por Helen Hunt Jackson. Está protagonizada por Kate del Castillo y Eduardo Palomo, con las participaciones antagónicas de Sergio Sendel, Helena Rojo, René Strickler y Shaula Vega. Fue la última telenovela protagonizada por Eduardo Palomo, que en el 2003 murió de un ataque al corazón.

## Argumento
Después de la guerra de 1847 entre México y Estados Unidos, California pasó a formar parte de la Unión Americana. Veinte años después, aún se libraban sangrientas batallas entre los antiguos pobladores y los nuevos inmigrantes: mexicanos, indios yahís y americanos, quien luchaban por la posesión de esas tierras. La familia Moreno Gonzaga, la protagonista de esta historia, fue una de aquellas que decidieron quedarse en California para proteger y defender lo que consideraban suyo.
Ramona Moreno Gonzaga, la hija menor de la viuda Doña Ramona Gonzaga, era muy pequeña cuando su madre la envió a un convento. Ella nunca comprendió por qué su madre tomó esa decisión, puesto que ella nunca tuvo vocación religiosa. Tampoco entendió por qué su madre nunca fue a visitarla al convento ni permitió que lo hiciera su hermano adoptivo, Felipe. Ramona, al cumplir la mayoría de edad, al fin es libre de irse, debido a que, en aquella época tumultuosa, todos los conventos se estaban cerrando. Ramona está feliz y ansiosa por volver a su amado hogar y ver de nuevo a todos las personas que quiere: su hermano, su nana Martha y también añora volver a ver a su madre.
Muchas cosas han cambiado en California desde que Ramona partiera a su encierro. Un hombre sin escrúpulos, llamado Jack Green, se ha autoproclamado el sheriff de la comarca. Ramona, casi al llegar a la hacienda de la cual permaneció alejada por tanto tiempo contra su voluntad, por accidente se cruza en el camino con el indio yahí Alejandro de Asís. Fue un encuentro fugaz, pero que dejó marcados para siempre a los dos individuos: los ojos de él, al mirarla, atravesaron su corazón como una flecha.
Ramona y Alejandro se enamoran, pero lo tienen todo en contra: tanto la familia de Ramona como la tribu de Alejandro se opondrán a la relación; además, deberán enfrentar toda clase de prejuicios. Aun así, ambos luchan por estar juntos, pese a las intrigas de Jack Green quien, abusando de su poder, cometerá actos terribles en contra de la tribu de Alejandro. A esto se suma la presencia de Felipe, quien ha pasado de mirarla con ojos de hermano a mirarla con ojos de amante y de Manuela, la hija de Matea, la bruja del pueblo yahí, quien está obsesionada con Alejandro.
Tiempos difíciles y tormentosos se acercan cada vez más. Terribles sucesos están por venir y amenazan con destruir la relación de Ramona y Alejandro. Pero aquella pasión prohibida que comparten ambos, tan intensa y ardiente como las mismas batallas que se avecinan, luchará por mantenerse encendida, así tenga que hacerle frente a cualquier adversidad.

## Elenco
- Kate del Castillo - María Ramona Moreno Gonzaga
- Eduardo Palomo - Alejandro de Asís
- Helena Rojo - Doña Ramona Gonzaga Vda. de Moreno
- René Strickler - Felipe Moreno Gonzaga
- Sergio Sendel - Rex/Jack Green
- Antonio Medellín - Don Pablo de Asís
- Rafael Inclán - Juan Canito
- Angelina Peláez - Martha Canito
- Vanessa Bauche - Margarita Canito
- René Casados - Angus O'Fail
- Ricardo Blume - Ruy Coronado
- Felipe Nájera - Fernando Coronado
- Gabriela Murray - Analupe Coronado
- Nicky Mondellini - Beatriz de Echagüe
- Chela Castro  - Perpetua de Echagüe
- Luis Couturier - César de Echagüe
- Juan Ríos Cantú - El Norteño
- Álvaro Carcaño - Padre Salvatierra
- Kristoff Raczyñski - Davis
- Raúl Ochoa - Merryl
- Ramón Menéndez - Doctor Thomas
- Isela Vega - Matea
- Shaula Vega - Manuela
- Roberto "Flaco" Guzmán - Nepo
- Andrés García Jr. - Billy Dubois "El elegante"
- Francisco Avendaño - Kid Arizona
- Aarón Hernán
- Luis Bayardo - Padre Sarriá
- Paty Díaz - Carmen
- Oscar Traven - Abraham McQueen
- Montserrat Olivier - Doris
- Eugenio Cobo -General Alonso Moreno
- Jorge Capin - Pepe
- Tony Dalton - Tom
- Antonio Escobar - Antonio
- Francisco Casasola - Lince Solitario
- Martín Rojas - Sebastián Lorenzo
- Andreas Pearce - Prescott
- Christian Tappan - Colorado
- Zamorita  - Negro Memphis
- Ernesto Bog - Marcos
- José Luis Avendaño - Lucio
- Alicia del Lago  - Sofía
- Marcela Morett - Yahale
- Hilda Nájera - Polita
- Maja Schnellman - Betty
- Ximena Adriana - Delgadina
- Luis de Icaza - Douglas
- Claudio Sorel - Dr. Oviedo
- Daniel Gauvry - Dr. Brown
- Bárbara Gil - Madre superiora
- Raquel Garza - Religiosa
- Judy Ponte - Religiosa
- Alejandro Rábago - Sheriff Villalba

## Equipo de producción
- Escrita por: Lucy Orozco, Humberto Robles, Francisco Sánchez
- Basados en la novela de: Helen Hunt Jackson
- Asesoría histórica: Carmen Saucedo
- Edición literaria: José Tamez
- Tema musical: Ramona
- Autor: Ricardo Gallardo
- Interpretado por: Tambuco
- Música incidental: Alejandro Méndez, David Méndez, Axel moss, Marité Gutiérrez Mendoza, Ricardo Gallardo, Tambuco
- Escenografía: Ricardo Navarrete
- Ambientación: Manuel Domínguez
- Diseño de vestuario: Gabriela Jaramillo, Ana Luisa Miranda
- Dirección de arte: Denise Camargo
- Segundo editor: Luis Zúñiga
- Editora: Gabriela Múzquiz
- Jefa de reparto: Rosario Romero
- Jefe de producción: Juan Manuel Azbell
- Gerente de producción: Nancy Lhoman
- Dirección de cámaras: Jesús Nájera Saro, Óscar Morales
- Dirección escénica: Alberto Cortés, Nicolás Echevarría, Felipe Nájera
- Productores asociados: Humberto Robles, Juan Manuel Orozco
- Productora: Lucy Orozco

## Premios

### Premios TVyNovelas 2001
| Categoría                 | Nominado(a)        | Resultado |
| ------------------------- | ------------------ | --------- |
| Mejor revelación femenina | Montserrat Olivier | Nominada  |

- Premio especial a la mejor escenografía y ambientación: Ricardo Navarrete y Manuel Domínguez

## Versiones
Ramona está basada en la novela homónima de Helen Hunt Jackson. Esta historia fue llevada al cine en varias ocasiones, una de ellas con la actriz mexicana Dolores del Río.
- Ramona, película dirigida por D. W. Griffith y estrenada en 1910.
- Ramona, película dirigida por Donald Crisp y estrenada en 1916.
- Ramona, película dirigida por Edwin Carewe y estrenada en 1928.
- Ramona, película dirigida por Henry King y estrenada en 1936.